# Csehovszkije Medvegyi
A Csehovszkije Medvegyi (oroszul: Чеховские Медведи) csehovi székhelyű, az orosz élvonalban szereplő férfi kézilabdacsapat.

## A klub története
A klubot 2001 decemberében alapították a CSzKA Moszkva, a szovjet és az orosz kézilabda legeredményesebb klubcsapatának jogutódjaként. A csapat kezdetekben a jogelőd moszkvai sportkomplexumában edzett, majd 2003-tól saját csarnokot kapott.
2013-ig a klub infrastrukturálisan és pénzügyileg is kiemelkedett a bajnokság mezőnyéből, miután vezetőedzője, Vlagyimir Makszimov egyben a klub és egy időben az Orosz Kézilabda-szövetség elnöke is volt. 2003 és 2013 között a Csehovszkije egyetlen vereséget sem szenvedett az orosz bajnokságban.
A nemzetközi kupaporondon a Bajnokok Ligájában kétszer is eljutott a csapat a negyeddöntőig, azonban mindkétszer német csapat, 2008-ban  a THW Kiel, 2009-ben a Rhein-Neckar Löwen állta útjukat. A 2005–2006-os szezonban a Kupagyőztesek Európa-kupájában a spanyol Valladolid csapatát botrányos körülmények között legyőzve a döntő párharcban, megnyerte a Csehovszkije a második számú európai kupasorozatot. A hétgólos spanyolországi vereséget követően hazai pályán nyolc góllal, 32-24 arányban győzött a csapat és ezzel egy góllal összesítésben jobbnak bizonyult ellenfelénél. A mérkőzés után az orosz klubot a német játékvezetők, Bernd Ulrich és Frank Lemma megvesztegetésével vádolták. Az Európai- és a Nemzetközi Kézilabda-szövetségek által végzett vizsgálat eredményeként a Csehovszkijét kétéves eltiltással sújtották a nemzetközi kupákban való indulás alól, illetve 25 ezer euró bírságot szabtak ki a klubra.
A Csehovszkije volt az első orosz klub, amelyben légiósokat alkalmaztak, mindamellett, hogy az innen külföldre igazoló orosz válogatott játékosok (például Gyenyisz Krivoszlikov) sikeres pályafutást tudhattak magukénak más országokban is. A 2009–2010-es Bajnokok Ligája-sorozatban a négyes döntőbe is bejutott a klub, ott azonban mindkét mérkőzését elveszítve az utolsó helyen zárt.
2013 közepére a klub súlyos anyagi nehézségekkel szembesült, több játékosának is három-, vagy négy hónapos bérével tartozott, és Makszimov több alkalommal beszélt a klub megszűnésének lehetőségéről. A csapat ugyan több meghatározó játékosát, így Szjarhej Harbokot, Tyimur Gyibirovot és Mihail Csipurint is elveszítette, és a 2013–2014-es szezonban nem indult a nemzetközi kupák egyikében sem, de anyagi helyzete konszolidálódott és a hazai mezőnyben továbbra is egyeduralkodónak számított.

## A klub sikerei
- Orosz bajnok: 2002–2019
- Orosz Kupa-győztes: 2009–2013, 2015, 2016, 2018–2020
- Orosz Szuperkupa-győztes: 2014–2019
- Kupagyőztesek Európa-kupája-győztes: 2006

## Rekordok
- 2007. február 17-től 2013. május 25-ig 172 egymást követő győzelmet arattak az orosz élvonalban. A sorozat 2007. február 16-án kezdődött, a 2006–2007-es szezon 16. fordulójában kezdődött egy Dinamo Asztrahán elleni döntetlent követően, és a 2013–2014-es bajnokság 1. fordulójában ért véget, mikor a csapat 31-26-os vereséget szenvedett a Permszkije Medvegyitől.[9]
- 2003 decembere és 2013 májusa között 270 mérkőzésen át volt veretlen a Csehovszkije az orosz élvonalban.[10][11]